# Megan Tapper
Megan Tapper, z domu Simmonds (ur. 18 marca 1994 w Kingston) – jamajska lekkoatletka specjalizująca się w biegach płotkarskich.
Czwarta zawodniczka igrzysk olimpijskich młodzieży w Singapurze (2010). Rok później zajęła 6. miejsce podczas światowego czempionatu juniorów młodszych. Srebrna i brązowa medalistka młodzieżowych mistrzostw NACAC (2014). Dwa lata później reprezentowała Jamajkę na igrzyskach olimpijskich w Rio de Janeiro, podczas których zajęła 5. miejsce w swoim biegu półfinałowym i nie awansowała do finału, podobnie jak rok później w londyńskich mistrzostwach świata. W 2021 podczas igrzysk olimpijskich w Tokio zdobyła brązowy medal.
Złota medalistka mistrzostw Jamajki.

## Osiągnięcia
| Rok  | Impreza                               | Miejsce         | Konkurencja                     | Lokata     | Wynik  |
| ---- | ------------------------------------- | --------------- | ------------------------------- | ---------- | ------ |
| 2010 | Igrzyska olimpijskie młodzieży        | Singapur        | bieg na 100 metrów przez płotki | 4. miejsce | 13,62  |
| 2011 | Mistrzostwa świata juniorów młodszych | Lille Metropole | bieg na 100 metrów przez płotki | 6. miejsce | 13,78  |
| 2014 | Młodzieżowe mistrzostwa NACAC         | Kamloops        | bieg na 100 metrów przez płotki | 2. miejsce | 13,06w |
| 2014 | Młodzieżowe mistrzostwa NACAC         | Kamloops        | sztafeta 4 × 100 metrów         | 3. miejsce | 45,90  |
| 2016 | Igrzyska olimpijskie                  | Rio de Janeiro  | bieg na 100 metrów przez płotki | półfinał   | 12,95  |
| 2017 | Mistrzostwa świata                    | Londyn          | bieg na 100 metrów przez płotki | półfinał   | 12,93  |
| 2018 | Igrzyska Wspólnoty Narodów            | Gold Coast      | bieg na 100 metrów przez płotki | 7. miejsce | 13,18  |
| 2019 | Igrzyska panamerykańskie              | Lima            | bieg na 100 metrów przez płotki | 3. miejsce | 13,01  |
| 2019 | Mistrzostwa świata                    | Doha            | bieg na 100 metrów przez płotki | –          | DNF    |
| 2021 | Igrzyska olimpijskie                  | Tokio           | bieg na 100 metrów przez płotki | 3. miejsce | 12,55  |
| 2022 | Mistrzostwa świata                    | Eugene          | bieg na 100 metrów przez płotki | półfinał   | 12,52  |
| 2022 | Igrzyska Wspólnoty Narodów            | Birmingham      | bieg na 100 metrów przez płotki | 4. miejsce | 12,67  |
| 2022 | Mistrzostwa NACAC                     | Freeport        | bieg na 100 metrów przez płotki | 2. miejsce | 12,68  |
| 2022 | Mistrzostwa NACAC                     | Freeport        | sztafeta 4 × 100 metrów         | 3. miejsce | 43,39  |
| 2023 | Mistrzostwa świata                    | Budapeszt       | bieg na 100 metrów przez płotki | półfinał   | 12,55  |
| 2024 | Halowe mistrzostwa świata             | Glasgow         | bieg na 60 metrów przez płotki  | półfinał   | 8,00   |

## Rekordy życiowe
- bieg na 60 metrów przez płotki (hala) – 7,98 (2024)
- bieg na 100 metrów przez płotki – 12,44 (2023)